# قانون الإصلاح الزراعي لعام 1970
كان قانون الإصلاح الزراعي العراقي رقم 117 لسنة 1970 قانونًا سعى إلى إزالة السيطرة على الأراضي المملوكة للنخب الريفية التقليدية وإعادة توزيعها على الأسر الفلاحية في ظل حزب البعث التابع لصدام حسين . وينقسم القانون إلى 52 مادة توفر مؤسسات مختلفة تنفذ القانون، بالإضافة إلى تحديد أنواع الأراضي المختلفة التي سيتم إعادة توزيعها، وكمية الأراضي التي سيتم إعادة توزيعها. وعلى الرغم من وجود قوانين للإصلاح الزراعي صدرت من قبل، إلا أن قانون الإصلاح الزراعي لعام 1970 ذهب إلى أبعد من ذلك. فقد خفض هذا القانون الحد الأقصى لملكية الأراضي إلى ما بين 10 و150 هكتارًا (1 هكتار = 2.471 فدانًا) من الأراضي المروية وما بين 250 و500 هكتار من الأراضي غير المروية. كما احتفظت الحكومة أيضًا بالحق في خفض سقف الملكية والتخلص من ملاك الأراضي القدامى والجدد من خلال الاستملاك . 
المادة 1
يُنشئ المجلس الزراعي الأعلى، المسؤول عن إعادة توزيع الأراضي المملوكة للدولة. يُعرّف المزارع بأنه الشخص الذي كُلّف بزراعة وحدة زراعية بموجب قانون أراضي سرف ميري رقم 43 لعام 1951 المُلغى. ويُعرّف "المستأجر" بأنه الشخص الذي يتفق معه مالك الأرض على استصلاح وزراعة الأشجار في منطقة محددة لفترة محددة وبشروط محددة. ويُعرّف "الفلاح" بأنه أي شخص اتخذ الزراعة مهنةً ويقوم بأعمال الأرض مقابل حصة معينة من المحصول. أما "العامل الزراعي" فهو الشخص الذي يعمل في الأرض مقابل أجر. أما "المؤجر" فهو الشخص الذي يملك الأرض كما هو مسجل في الطابو (دائرة تسجيل الأراضي) أو الذي تؤجره له شركة ليزما .
المادة 2

## تحدد المادة الثانية المبالغ المخصصة للمساحات التي تُعتبر "أراضي مروية بمياه الأمطار" و"مناطق مروية". ولا يجوز أن تتجاوز مساحة الأراضي الزراعية المملوكة لشخص بموجبطابومرخص أو مُنح بموجب إيجار طويل الأجل (أراضي مروية بمياه الأمطار، مناطق مروية) الحدود المحددة في المادة الثانية.
المادة 3
يحدد القواعد المتعلقة بكمية الأراضي التي يمكن تملكها عن طريق الميراث وكيف يمكن أن تتغير كمية الأراضي بالتعاون مع أنشطة الدولة.
المادة 4-6
يقدم مواصفات بشأن ملكية الأرض وسيطرة الدولة عليها إذا تجاوزت الشروط الواردة في المادة 2. 
نتائج
فرض قانون الإصلاح الزراعي لعام 1970 المزيد من القيود على حجم الحيازات الزراعية "وسمح للحكومة بمصادرة مساحات إضافية من كبار ملاك الأراضي".
أعادت الحكومة توزيع معظم الأراضي المُصادرة بموجب القانون، ومنحتها للفلاحين المعدمين وصغار مُلّاك الأراضي، على الرغم من تأجير بعضها. كانت عملية إعادة التوزيع ضخمة؛ "بين عامي ١٩٧٠ و١٩٨٢، حصل ٢٦٤,٤٠٠ مزارع على منح من الأراضي.
على الرغم من أن الهدف الأصلي لقانون الإصلاح الزراعي كان التخلص من المزارع الكبيرة وإنشاء مزارع صغيرة يديرها مالكوها، إلا أن تجزئة المزارع أدت إلى صعوبة ميكنة المزارع. لذلك، في سبعينيات القرن الماضي، اتجهت الحكومة نحو نظام المزارع الجماعية، وبحلول عام ١٩٨١، أنشأت الحكومة ٢٨ مزرعة جماعية حكومية وظفت ١٣٤٦ شخصًا واستغلت ١٨٠ ألف هكتار من الأراضي. "لكن في ثمانينيات القرن الماضي، أعربت الحكومة عن خيبة أملها من بطء وتيرة التنمية الزراعية، معترفةً بأن المزارع الجماعية الحكومية غير مربحة." 